# Boechera holboellii
Boechera holboellii är en korsblommig växtart som först beskrevs av Jens Wilken Hornemann, och fick sitt nu gällande namn av A. Löve och Doris Benta Maria Löve. Boechera holboellii ingår i släktet indiantravar, och familjen korsblommiga växter. Inga underarter finns listade i Catalogue of Life.

## Bildgalleri

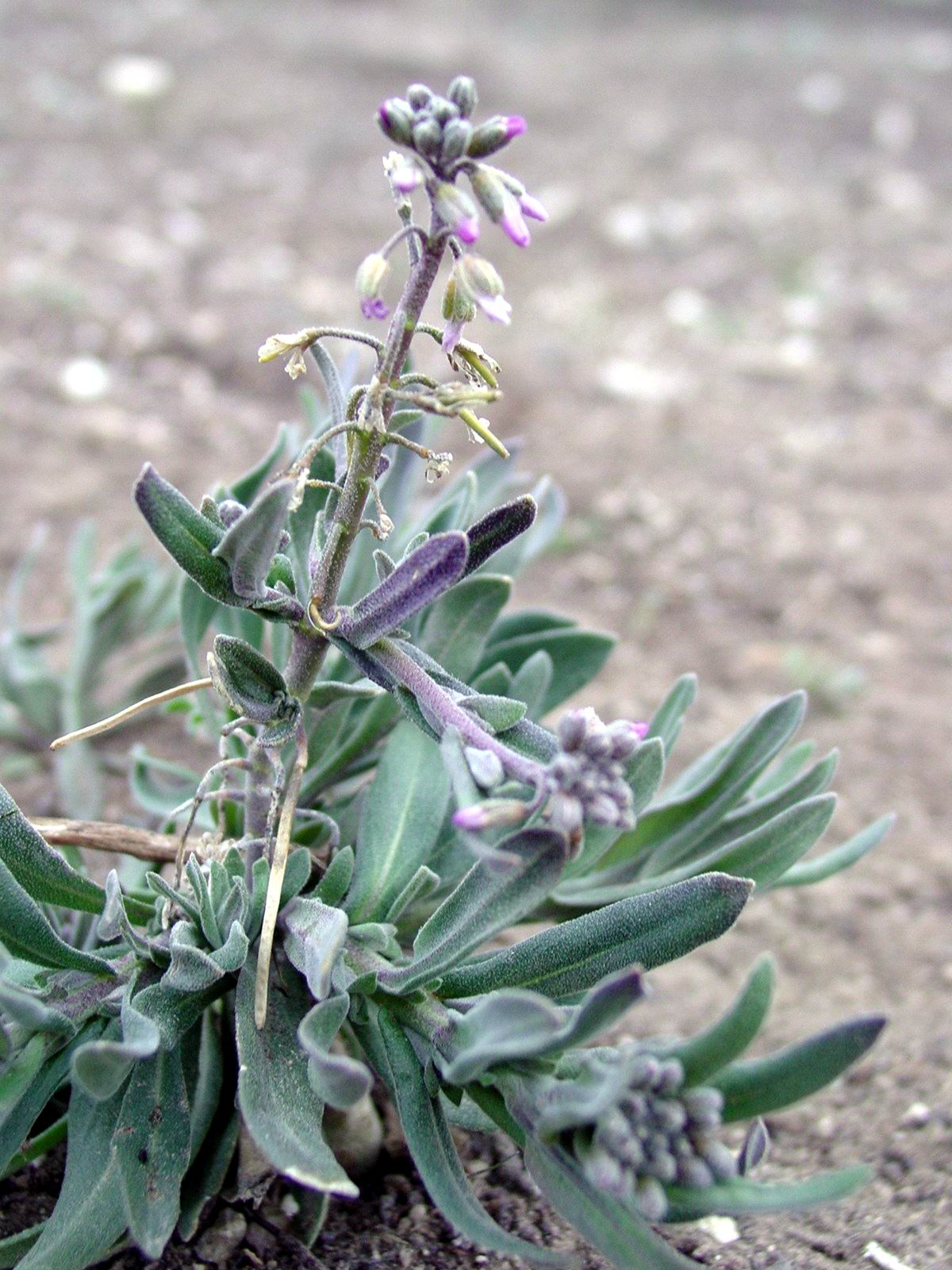
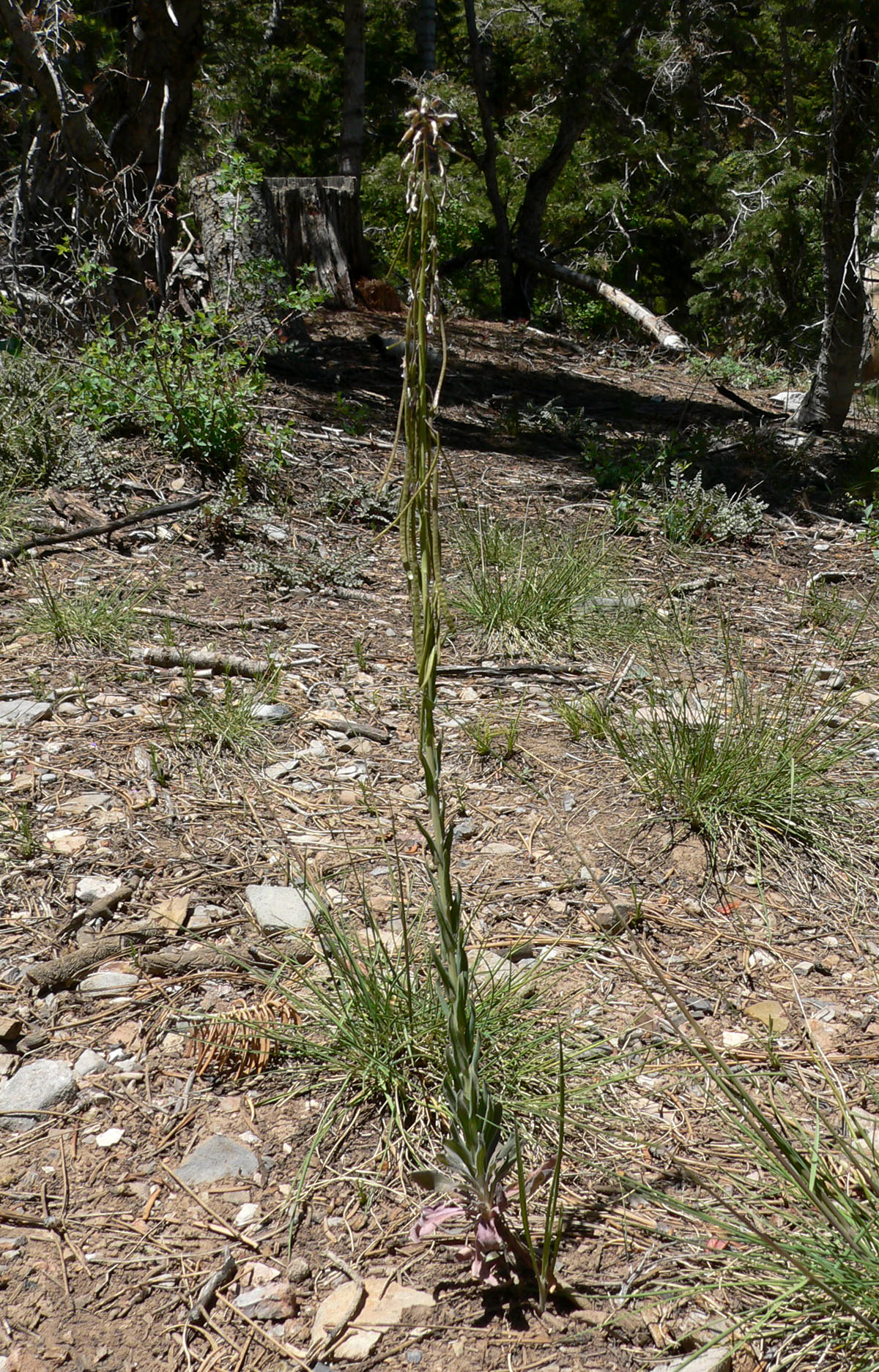
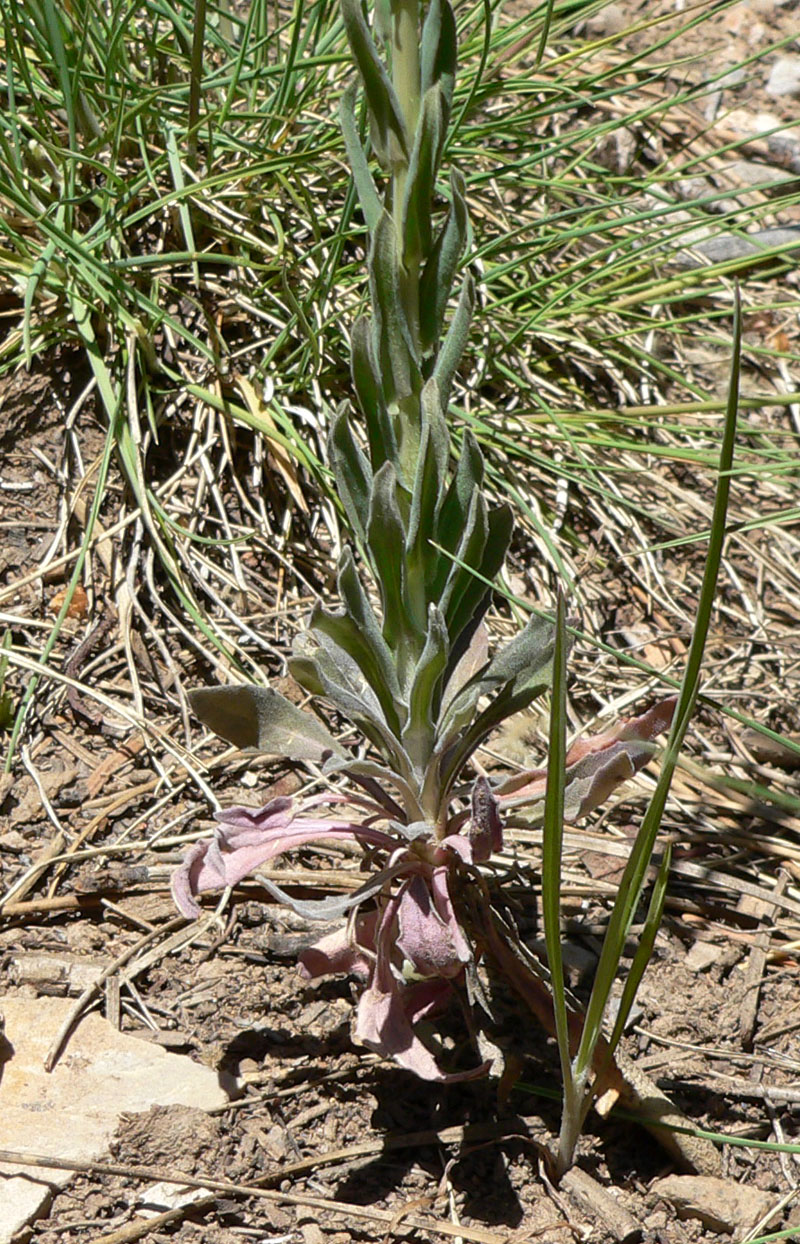
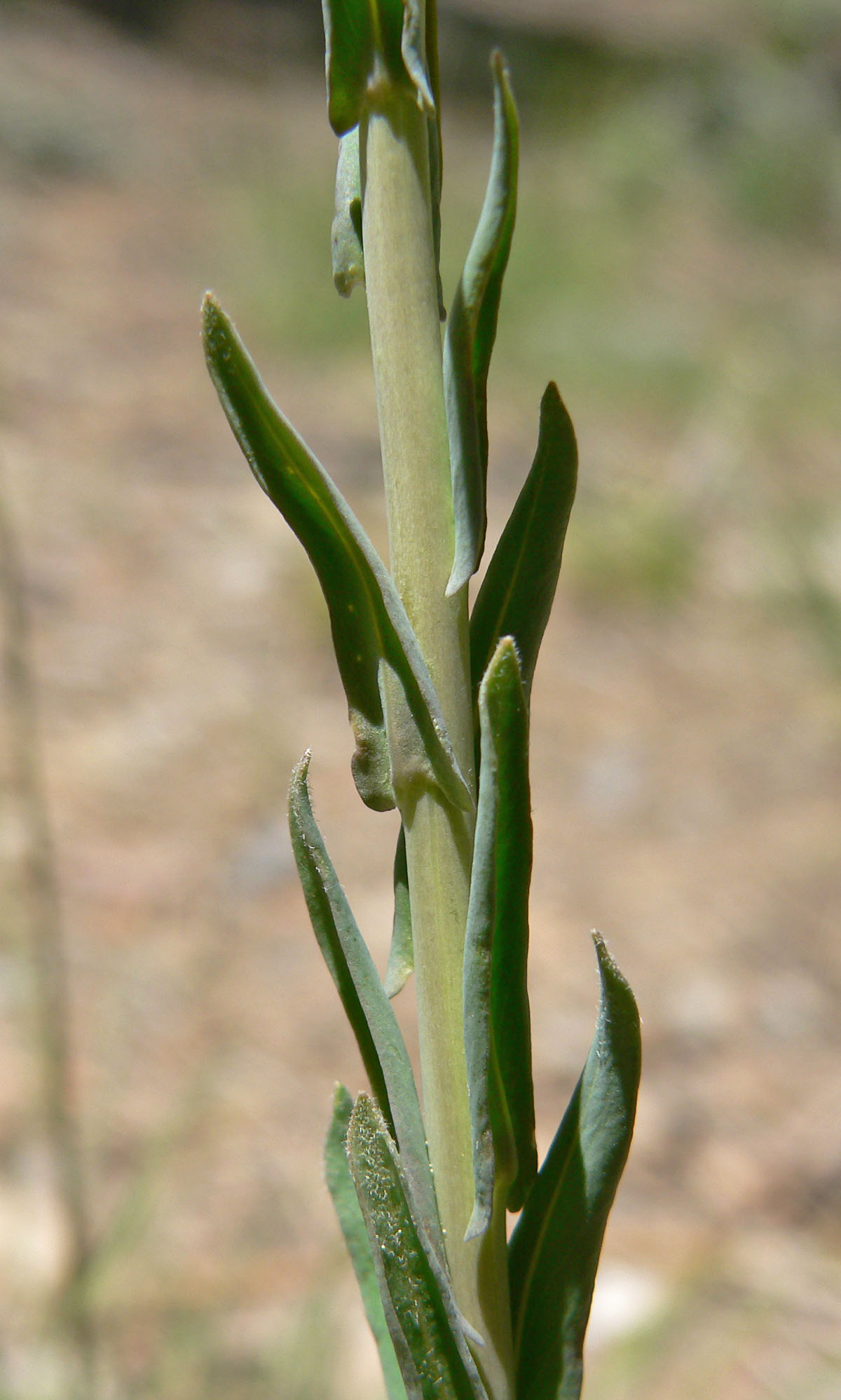
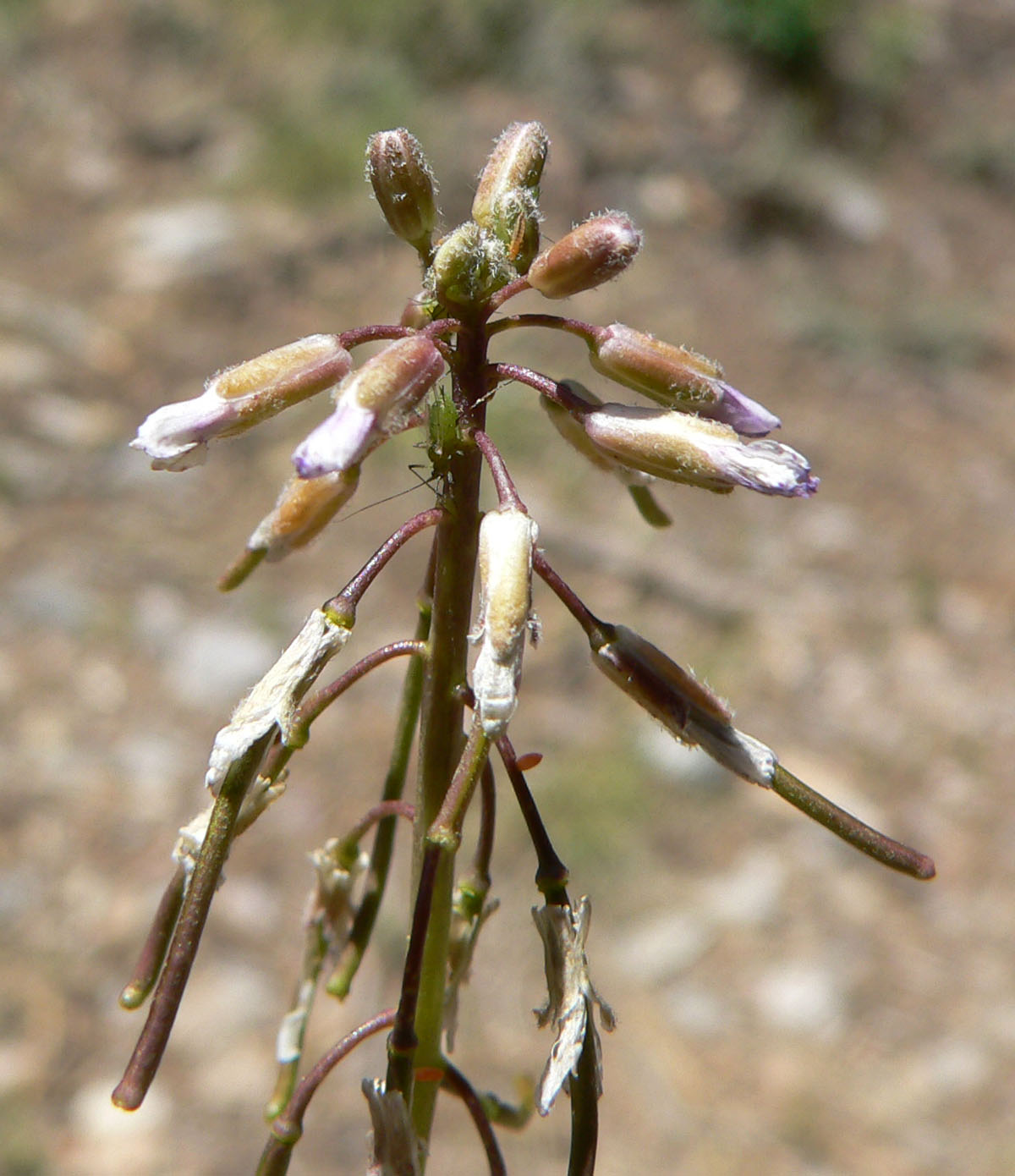
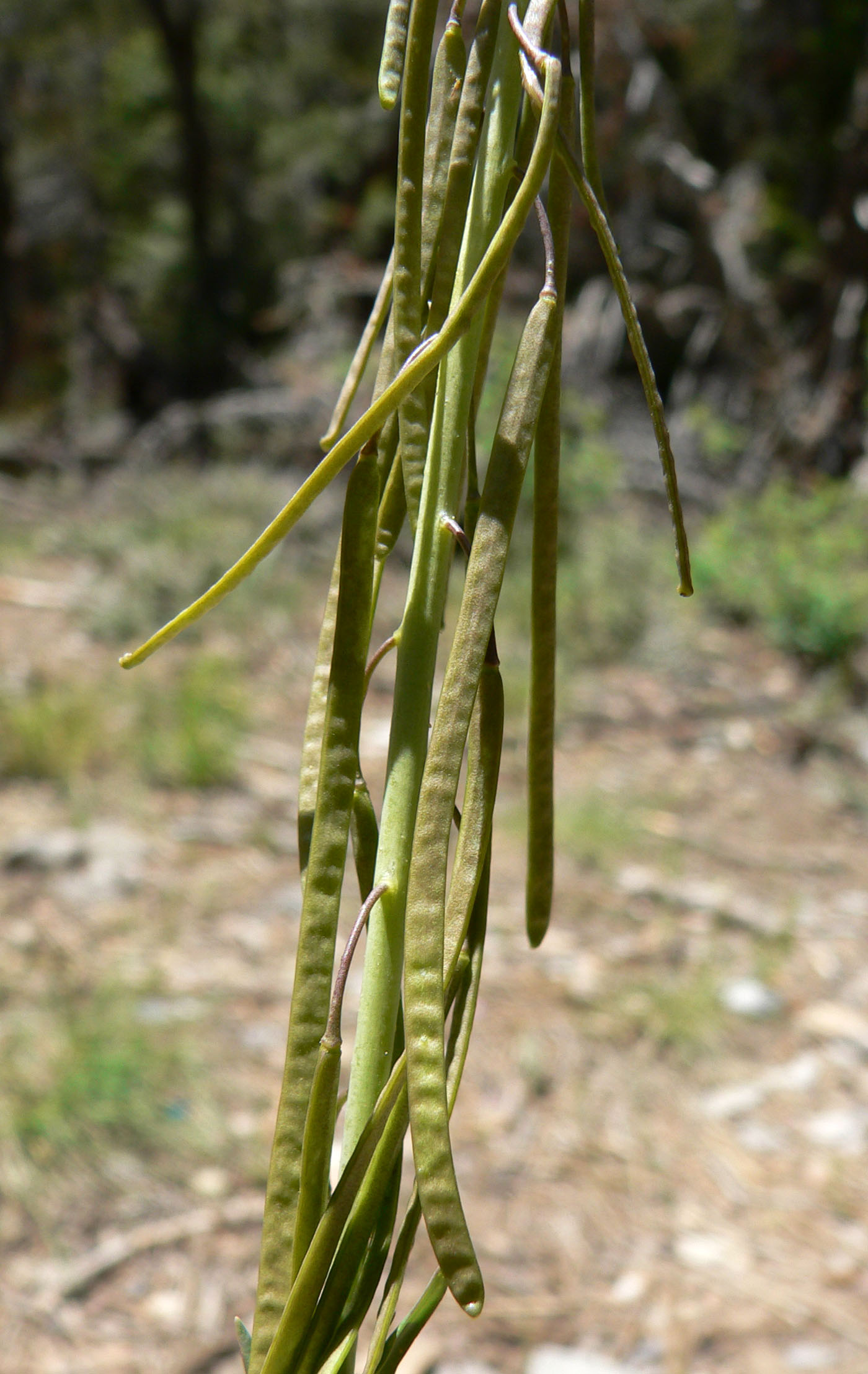